# Leonardo Paso
Leonardo Paso (Buenos Aires, Argentina, 1 de junio de 1910 – Buenos Aires, 25 de mayo de 2008) fue un historiador y odontólogo militante del Partido Comunista Argentino cuyo nombre real era Leonardo Voronovisky que ha escrito sobre temas de historia de su país de diversas épocas.

## Actividad pública
De familia humilde, estudió odontología, profesión que fue su medio de vida, y desde su juventud militó en el Partido Comunista, comenzando a publicar pequeños artículos de divulgación histórica en la prensa partidaria a principios de la década de 1940. 
Luego de la expulsión de Rodolfo Puiggrós y Eduardo B. Astesano en 1946, Leonardo Paso comenzó a ocupar lugares en la producción de relatos históricos de divulgación –parte de su obra es sobre los mismos temas que Puigróss eligió después de su desvinculación del partido- y su posición en tal rol se consolidó con la expulsión por desviacionismo de Juan José Real, quien dos años antes de ese hecho había compendiado el Manual de historia argentina (1951).
Paso se consideraba a sí mismo como un divulgador popular y su obra está referida a temas de diversas épocas de la historia argentina. Así escribió De la colonia a la independencia nacional (1963), Rosas, realidad y mito (1983), Historia de los partidos políticos en la Argentina, 1900-1930, por citar sólo algunos de ellos.
Posteriormente procuró institucionalizar y conducir la actividad historiográfica del PCA creando el Ateneo de Estudios Históricos Manuel Belgrano, del que fue Secretario desde su fundación en 1970. También fue director de su publicación Cuadernos de Historia, en la que publicó notas de investigadores del país y del extranjero.
En su obra, Paso atacó con vehemencia al nacionalismo, tanto de derecha como de izquierda, Crítico de Rosas –por cuanto ve su persistencia en el engranaje del poder político y de la clase cuyos intereses encarnó-, defendió la Línea Mayo-Caseros, señalando el papel de Rivadavia y de la Generación del 37. Devoto y Pagano afirman que Paso:

”Apela al liberalismo de Adolfo Saldías,  Ernesto Quesada, Bartolomé Mitre, Vicente F. López, para glosar una historia que en su afán por derribar mitos, se arriesga a construir o reconstruir otros, esta vez mechados con las clásicas contraposiciones entre el orden feudal y el capitalismo, entre burguesías mercantiles, latifundistas, portuarias y del litoral-interior”.

Según Paso:

“Ni el liberalismo ni el revisionismo rosista podrán rescatar la historia real y verdadera...Las dos corrientes clásicas existentes en nuestro país, la liberal y la del revisionismo rosista están identificadas en una misma concepción filosófica y sólo se diferencian, partiendo de un mismo método, en querer justificar a sectores diferentes de una misma clase social, la burguesía y, en especial, a troncos distintos de la oligarquía. Sólo en la concepción del materialismo histórico radica una historia verdadera y completa, pues ella trata de conocer las leyes del desarrollo de la sociedad en general y de una determinada sociedad en particular.
La historia de la humanidad es la historia de la lucha de clases y ésta se manifiesta en los órdenes materiales y espirituales.
Se debe hacer una revisión histórica, pero no a partir de los mismos presupuestos filosóficos y de clase con que se la ha sostenido hasta el presente. Una revisión no es una simple revancha política."

Omar Acha lo considera el mayor exponente de una historia comunista luego de 1955 y dice que su historiografía careció de tensiones en relación con la dirigencia partidaria, así como careció, ente otras cosas, de análisis de fuentes documentales.

## Su militancia
En su momento adhirió XVI Congreso de 1986, en el cual el PCA hizo una fuerte autocrítica y se planteó resolver sus errores, poniendo especial énfasis en la llegada de nuevos cuadros desde la Federación Juvenil Comunista (FJC). Este proceso se lo conoció como "viraje" y planteó cambios de estrategia política, concepción organizativa y actitudes revolucionarias. También durante este Congreso se reconocieron los errores sobre la caracterización de la dictadura de Videla, que generó grandes costos políticos y humanos para el partido. En el plano político, significó el abandono del tipo de estrategia "Frente Democrático Nacional" por la del "Frente de Liberación Nacional y Social". Se comenzó a destacar la figura del Che Guevara y los movimientos guerrilleros (por esos momentos con fuerte presencia en Nicaragua y El Salvador). Este compromiso llevó a militantes de la FJC a luchar junto a los movimientos guerrilleros. 
Leonardo Paso falleció el 25 de mayo de 2008, a los 97 años.

## Obras
- Raíces históricas de la dependencia argentina, Centro Editor de América Latina 2 tomos (1985)
- La idea del cambio social, Centro Editor de América Latina (1993)
- Origen histórico de los partidos políticos, Centro Editor de América Latina 3 tomos (1988)
- Del golpe de Estado de 1943 al de 1955, Centro Editor de América Latina 2 tomos (1988) (1987)
- Rosas realidad y mito
- De La Colonia A La Independencia Nacional
- Rivadavia Y La Línea De Mayo
- Corrientes historiograficas (con otros autores) (1974) Ediciones Centro de Estudios ̈